# Toys for Bob
Toys for Bob é uma desenvolvedora de videogames americana com sede em Novato, Califórnia. O estúdio é conhecido por criar as premiadas séries Star Control e Skylanders. Foi fundado por Paul Reiche III, Fred Ford e Terry Falls em 1989. O nome da empresa foi criado por Laurie Lessen-Reiche para estimular a curiosidade, sem se referir a uma pessoa específica.
Reiche e Ford frequentaram a Universidade da Califórnia em Berkeley no final dos anos 1970, antes de entrar na indústria de videogames no início dos anos 1980. Reiche e Ford se conheceram mais tarde por meio de amigos em comum em 1988, quando Reiche estava procurando um programador para desenvolver o Star Control para a Accolade. Isso levou à criação de seu estúdio em 1989 e ao lançamento de Star Control em 1990. O jogo foi considerado um marco nos jogos de ficção científica e levou à sequência Star Control II de 1992, que expandiu a história e a escala da série. Star Control II é celebrado como um dos melhores jogos de todos os tempos. No final da década de 1990, a Toys for Bob desenvolveu vários jogos para Crystal Dynamics, incluindo The Horde, Pandemonium! e The Unholy War. No início dos anos 2000, o estúdio passou a trabalhar em jogos licenciados (especialmente para a The Walt Disney Company) e se separou da Crystal Dynamics. Logo depois, a Activision se tornou sua nova editora e, eventualmente, adquiriu o estúdio em 2005.
A Toys for Bob criou a série Skylanders quando a Activision se fundiu com a Vivendi Games e obteve a franquia Spyro. Os desenvolvedores da Toys for Bob já haviam feito experiências com interação brinquedo-jogo, e perceberam que a tecnologia seria ideal para o rico universo de personagens de Spyro. O lançamento de Skylanders: Spyro's Adventure em 2011 foi considerado um avanço tecnológico e comercial. Isso levou a uma série de spin offs com vários jogos de sucesso, gerando um bilhão de dólares em receita para a Activision nos primeiros 15 meses e ganhando vários prêmios. Em 2018, a Toys for Bob participou no desenvolvimento de Crash Bandicoot N. Sane Trilogy e Spyro Reignited Trilogy.
Em fevereiro de 2024 o estúdio deixou a Activision para se tornar independente.

## Jogos desenvolvidos
| Ano  | Título                                        | Plataforma(s)                                                                               | Ref.          |
| ---- | --------------------------------------------- | ------------------------------------------------------------------------------------------- | ------------- |
| 1990 | Star Control                                  | Amiga, Commodore 64, MS-DOS, Sega Genesis                                                   | [ 10 ] [ 11 ] |
| 1992 | Star Control II                               | 3DO, MS-DOS                                                                                 | [ 10 ] [ 12 ] |
| 1994 | The Horde                                     | 3DO, MS-DOS, Sega Saturn                                                                    | [ 10 ] [ 12 ] |
| 1996 | Pandemonium!                                  | Microsoft Windows, PlayStation, Sega Saturn                                                 | [ 10 ] [ 12 ] |
| 1998 | The Unholy War                                | PlayStation                                                                                 | [ 10 ] [ 12 ] |
| 1999 | Majokko Daisakusen: Little Witching Mischiefs | PlayStation                                                                                 | [ 10 ] [ 12 ] |
| 2000 | 102 Dalmatians: Puppies to the Rescue         | Dreamcast, Game Boy Color, Microsoft Windows, PlayStation                                   | [ 10 ] [ 12 ] |
| 2003 | Disney's Extreme Skate Adventure              | GameCube, PlayStation 2, Xbox                                                               | [ 10 ] [ 12 ] |
| 2005 | Madagascar                                    | GameCube, Microsoft Windows, PlayStation 2, Xbox                                            | [ 12 ]        |
| 2006 | Tony Hawk's Downhill Jam                      | PlayStation 2, Wii                                                                          | [ 12 ]        |
| 2008 | Madagascar: Escape 2 Africa                   | Microsoft Windows, PlayStation 2, PlayStation 3, Wii, Xbox 360                              | [ 12 ]        |
| 2011 | Skylanders: Spyro's Adventure                 | Microsoft Windows, OS X, PlayStation 3, Wii, Wii U, Xbox 360                                | [ 12 ]        |
| 2012 | Skylanders: Giants                            | PlayStation 3, Wii, Wii U, Xbox 360                                                         | [ 12 ]        |
| 2014 | Skylanders: Trap Team                         | Android, iOS, Nintendo 3DS, PlayStation 3, PlayStation 4, Wii, Wii U, Xbox 360, Xbox One    | [ 12 ]        |
| 2016 | Skylanders: Imaginators                       | Nintendo Switch, PlayStation 3, PlayStation 4, Wii U, Xbox 360, Xbox One                    | [ 12 ]        |
| 2018 | Crash Bandicoot N. Sane Trilogy               | Nintendo Switch                                                                             | [ 13 ]        |
| 2018 | Spyro Reignited Trilogy                       | PlayStation 4, Xbox One, Microsoft Windows, Nintendo Switch                                 | [ 12 ]        |
| 2020 | Crash Bandicoot 4: It's About Time            | PlayStation 4, Xbox One, PlayStation 5, Xbox Series X/S, Nintendo Switch, Microsoft Windows | [ 14 ]        |
| 2023 | Crash Team Rumble                             | Xbox Series X/S, Xbox One, PlayStation 5, PlayStation 4                                     | [ 15 ]        |
| TBA  | Jogo sem título Xbox Game Studios             | TBA                                                                                         | [ 16 ]        |